# Motutapu Island
Motutapu Island oder Motutapu ist eine 15,09 km² große Insel im Hauraki Gulf nordöstlich von Auckland in Neuseeland. Die Insel ist ein Teil des Hauraki Gulf Maritime Park. Ihr selten genutzter voller Name in der Sprache der Māori lautet: Te Motutapu a Taikehu („Die heilige Insel von Taikehu“). Taikehu war ein Tohunga (Priester) des Iwi Tainui.
Die Insel ist heute über einen künstlichen Damm mit dem geologisch viel jüngeren Vulkan Rangitoto der Rangitoto Island verbunden. Gemeinsam weisen beide Inseln eine Fläche von 38,19 km² auf. Vor dem Ausbruch des Vulkans war Motutapu für über 100 Jahre von den Māori bewohnt. Der Ausbruch vor etwa 700 Jahren zerstörte ihre Ansiedlungen. Es gibt jedoch Anzeichen dafür, dass einige der Einwohner der Vernichtung entgingen, vermutlich durch Flucht aufs Meer mit Hilfe ihrer Waka. Eine der vielen archäologischen Fundstellen zeigt menschliche Fußabdrücke in der verfestigten Asche, diese wurden durch Ascheablagerungen einer späteren Eruption bedeckt und konserviert.
Die Vulkanasche sorgte für eine neue Schicht fruchtbaren Bodens und die Siedlungen wurden bald neu gegründet. Die Funde lassen jedoch vermuten, dass Seevögel und Krustentiere ein wichtigerer Teil der Nahrung waren als landwirtschaftliche Produkte. Die Reste einiger wichtiger befestigter Dörfer der Māori (Pā) wurden auf der Insel gefunden.
Heute fehlt der Insel die Bewaldung der Nachbarinsel, sie ist größtenteils von Grasland und Marsch bedeckt. Es gibt nur wenige große Bäume.
Südöstlich der Insel liegt die kleine Insel Motuihe Island, getrennt durch die kaum 10 Meter breite Gardiner Gap, die nächstgelegene große Insel ist Waiheke Island 4,3 km im Osten.

## Militärbasis
Im Zweiten Weltkrieg war die Insel zusammen mit dem südöstlich gelegenen Rangitoto und anderen Inseln des Hauraki Gulf seine wichtige Küstenverteidigungsstellung für den Waitematā Harbour.
Zwischen 1936 und 1944 wurden für mehr als £500,000 Geschützstellungen, Kasernen, unterirdische Munitionslager; Beobachtungsposten und Straßen, ebenso ein Verbindungsdamm nach Rangitoto gebaut. Auf der Insel waren drei BL 6 inch Mk XXI-Geschütze mit 13 Meilen Reichweite und zwei Suchscheinwerfer (CASL-Coastal Artillery Searchlight), Flugabwehr, Maschinengewehre und Radaranlagen aufgestellt.
Tunnel, Bunker und Geschützstellungen können besichtigt werden, die Geschütze selbst fehlen. Die Kasernen in der Administration Bay werden für ein Outdoor-Bildungslager für Kinder genutzt.